# Arrival of Tears
「Arrival of Tears」（アライバル・オブ・ティアーズ）は、彩音の楽曲。彩音が作詞、Tatshが作曲を手掛けた。彩音の12枚目のシングルとして2009年10月21日に5pb.Recordsから発売された。

## 概要
前作「GRAVITY ERROR」から6ヶ月ぶりのリリースとなるシングル。表題曲「Arrival of Tears」は、テレビアニメ『11eyes』のオープニングテーマに起用された。販売形態は初回限定盤と通常盤の2種リリースで、前者には表題曲のPVを収めたDVDが同梱されている。PVは赤を基調とした力強く「攻撃的なバンドスタイル」のものと、黒を基調とし、暗闇の中で彩音が佇む2つのシーンで構成されており、前者が赤い夜、後者が黒い月を表現している。なお赤と黒の2パターンはディスクジャケットにも反映されており、初回限定盤が黒い服を着た彩音が椅子に座った写真が、通常盤が赤髪の草壁美鈴がジャケットイラストになっている。ちなみにPVの撮影は百穴で行われた。

## 収録曲
（全作詞：彩音、作曲・編曲：Tatsh）
1. Arrival of Tears [5:21][1]
テレビアニメ『11eyes』オープニングテーマ
「Lunatic Tears...」、「Endless Tears...」から連なるTearsシリーズ三部作の1つだが、前2作と違い三部作の集大成であるためリーダーは付けられていない。歌詞には「忘却の剣」、「CrossOver」、「罪と罰と贖い」といった11eyesに関連する言葉が連なれている他、「Endless Tears...」で取り入れられていた「友と明日のために」は微妙にフレーズを変えている。また、レコーディングでは闇の世界を表現するために敢えて照明を消して行われた[4]。
2. 真実への鎮魂歌 [4:57][1]
PSP用ゲーム『11eyes CrossOver』オープニングテーマ
Bメロでは生死に関する「重ね合わせた涙の意味」は友人や知人との懐かしい日々が、「生きる意味を問いかけた」では命の尊さがそれぞれ表現されている。タイトルは、表題曲とは少し表現を変えたいと思ったため、漢字表記にしたという[4]。
3. Arrival of Tears（off vocal）
4. 真実への鎮魂歌（off vocal）

DVD（初回限定盤のみ）
1. Arrival of Tears（Music Clip）

## 収録アルバム
| 曲名             | アルバム               | 発売日         | 備考                  |
| ---------------- | ---------------------- | -------------- | --------------------- |
| Arrival of Tears | 『Lyricallya Candles』 | 2010年12月22日 | 3rdオリジナルアルバム |
| 真実への鎮魂歌   | 『Lyricallya Candles』 | 2010年12月22日 | 3rdオリジナルアルバム |